# Tome (Nuovo Messico)
Tome (spagnolo: Tomé) è un villaggio non incorporato e census-designated place della contea di Valencia, Nuovo Messico, Stati Uniti. Si trova nella valle del Rio Grande, ai piedi della Tome Hill (El Cerro Tome), un sito di pellegrinaggio cattolico. Il villaggio si trova lungo la New Mexico State Road 47 ed è vicino a Valencia a nord e Adelino a sud. È la sede del Campus Valencia dell'Università del Nuovo Messico. Tome ha un ufficio postale con ZIP code 87060. La popolazione era di 1.867 abitanti al censimento del 2010.

## Geografia fisica
Secondo lo United States Census Bureau, il CDP ha un'area totale di 4,948 mi² (12,82 km²), tutte occupate da terre.

## Società

### Evoluzione demografica
Secondo il censimento del 2010, la popolazione era di 1.867 abitanti.

## Storia
La comunità fu fondata quando la terra abbandonata da Tomé Domínguez de Mendoza in seguito alla Rivolta Pueblo fu assegnata a un nuovo gruppo di coloni nel 1739. Un tempo importante città sul Camino Real, soffrì a causa degli attacchi da parte dei nativi americani e delle alluvioni nel corso degli anni 1800. Fu capoluogo della contea di Valencia dal 1852 al 1872, e di nuovo brevemente nel 1875.
Per scopi di censimento, Tome in precedenza era stato unito con Adelino nel census-designated place (CDP) di Tome-Adelino. Il CDP è stato diviso prima del censimento del 2010.

### Etnie e minoranze straniere
Secondo il censimento del 2010, la composizione etnica della città era formata dal 76,6% di bianchi, lo 0,6% di afroamericani, l'1,8% di nativi americani, lo 0,5% di asiatici, lo 0,1% di oceanici, il 15,5% di altre razze, e il 4,9% di due o più etnie. Ispanici o latinos di qualunque razza erano il 64,0% della popolazione.